# Металургійний завод у Кіміцу
35°21′37.1″ пн. ш. 139°51′53.9″ сх. д. / 35.360306° пн. ш. 139.864972° сх. д.
Комбінат Кіміцу, також Кіміцу сейтецу-сьо (яп. 君津製鐵所, або 新日鐵住金君津製鐵所) — металургійний комбінат в Японії, у місті Кіміцу, що на сході острова Хонсю. Розташований на березі Токійської затоки Тихого океану. Став до ладу 1965 року. Один з 13 металургійних комбінатів Японії з повним виробничим циклом. Належить компанії Nippon Steel & Sumitomo Metal Corporation.
На комбінаті у 2012 році працювало 3510 робітників і службовців, річна виплавка сталі становила 8515 тис. т.

## Історія
Комбінат став до ладу 1965 року.
На початку 1970-х років на комбінаті діяла найбільша у капіталістичному світі аглофабрика річною продуктивністю 11,5 млн т.

## Сучасний стан

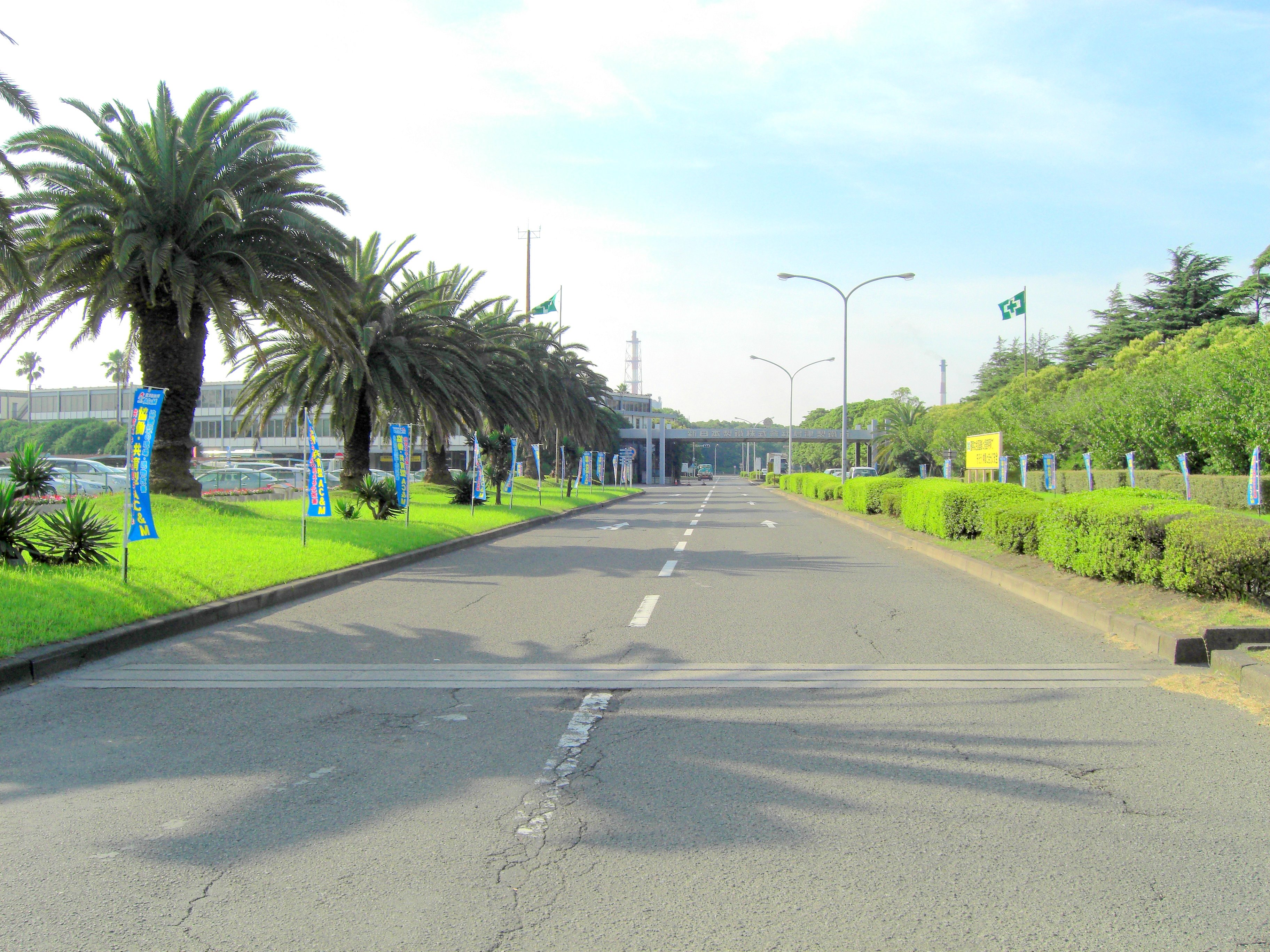
Дорога на центральну прохідну комбінату.

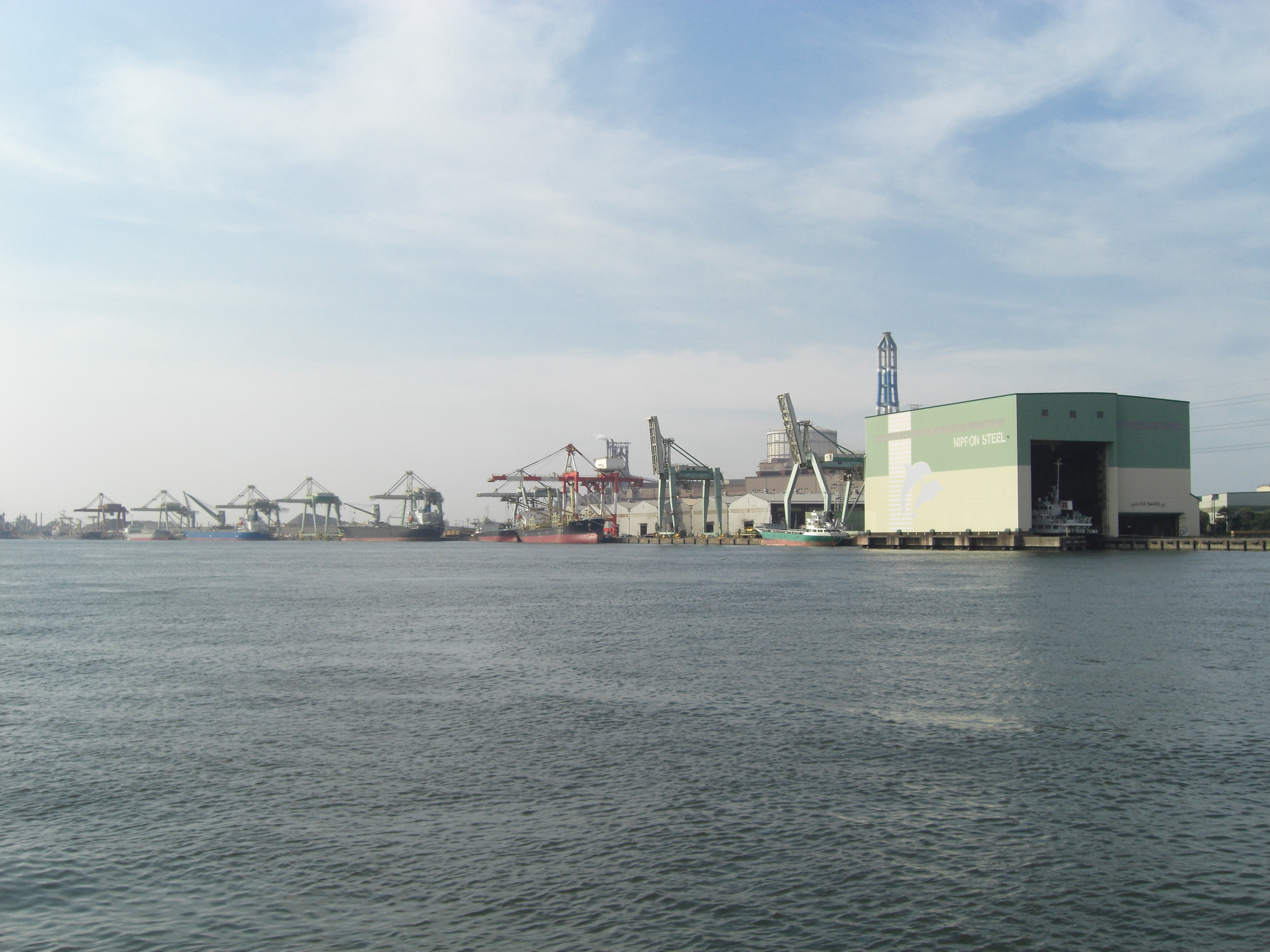
Західний причал комбінату.

Комбінат є одним з 13 металургійних комбінатів Японії з повним виробничим циклом. Площа комбінату — 12 км². Станом на 2012 рік на комбінаті працювало три доменних печі: № 2 корисним об'ємом 4500 м³, № 3 — 4822 м³, № 4 — 5555 м³, у сталеплавильному цеху № 1 працювало три 220-тонних кисневих конвертори, три установки безперервного розливання сталі (УБРС), у сталеплавильному цеху № 2 працювали три 300-тонних кисневих конвертори, сталь розливалася на трьох УБРС. На комбінаті діє один слябінг. Комбінат випускає сортопрокат, листопрокат, трубопрокат, катанку. У прокатному виробництві експлуатуються стани холодної і гарячої прокатки. На комбінаті у 2012 році працювало 3510 осіб, було виплавлено 8515 тис. т сталі.